# Ruslan Rustemowitsch Samitow
Ruslan Rustemowitsch Samitow (russisch Руслан Рустемович Самитов; englisch Ruslan Samitov; * 11. Juli 1991 in Kasan, RSFSR, Sowjetunion) ist ein ehemaliger russischer Leichtathlet, der sich auf den Dreisprung spezialisiert hat. Seinen größten Erfolg feierte er mit dem Vizehalleneuropameistertitel 2013 in Göteborg. Nach seiner Zeit als Leichtathlet war er im Bobsport aktiv.

## Sportliche Laufbahn
Erste internationale Erfahrungen sammelte Ruslan Samitow im Jahr 2009, als er bei den Junioreneuropameisterschaften in Novi Sad mit einer Weite von 15,89 m den vierten Platz belegte. 2012 schied er bei den Europameisterschaften in Helsinki mit 16,32 m in der Qualifikationsrunde aus und im Jahr darauf gewann er bei den Halleneuropameisterschaften in Göteborg mit 17,30 m die Silbermedaille hinter dem Italiener Daniele Greco. Im Juli verpasste er dann bei der Sommer-Universiade in Kasan mit 15,11 m den Finaleinzug. 2016 beendete er dann seine aktive sportliche Karriere im Alter von 25 Jahren.  
2013 wurde Samitow russischer Hallenmeister im Dreisprung.